# نتروفورازون
نتروفورازون (بالإنجليزية: Nitrofurazone)‏ ويعرف بالأسماء التجارية فيوراسين (بالإنجليزية: Furacin)‏ هو مركب عضوي مضاد للميكروبات ينتمي إلى فئة النيتروفوران.   